# Odontocepheus oblongus
Odontocepheus oblongus är en kvalsterart som först beskrevs av Banks 1895.  Odontocepheus oblongus ingår i släktet Odontocepheus och familjen Carabodidae. Inga underarter finns listade i Catalogue of Life.